# Locomotiva Mallet

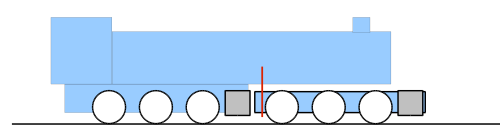
Schema di una macchina Mallet: il treno motore anteriore è mobile, quello posteriore è fisso, solidale con la caldaia.

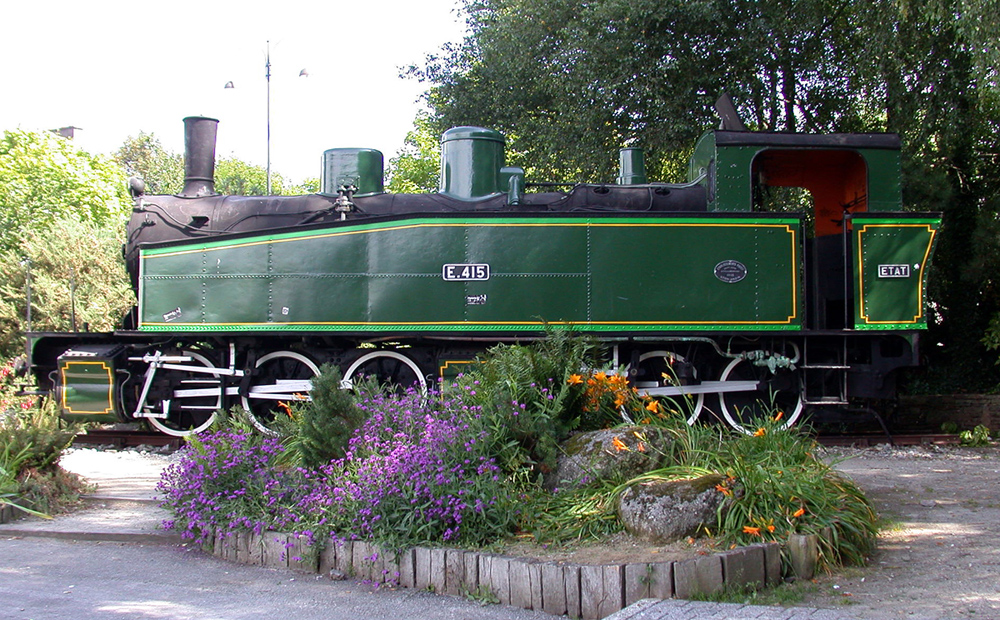
Una piccola locotender francese del 1913 con il sistema Mallet a doppia espansione.

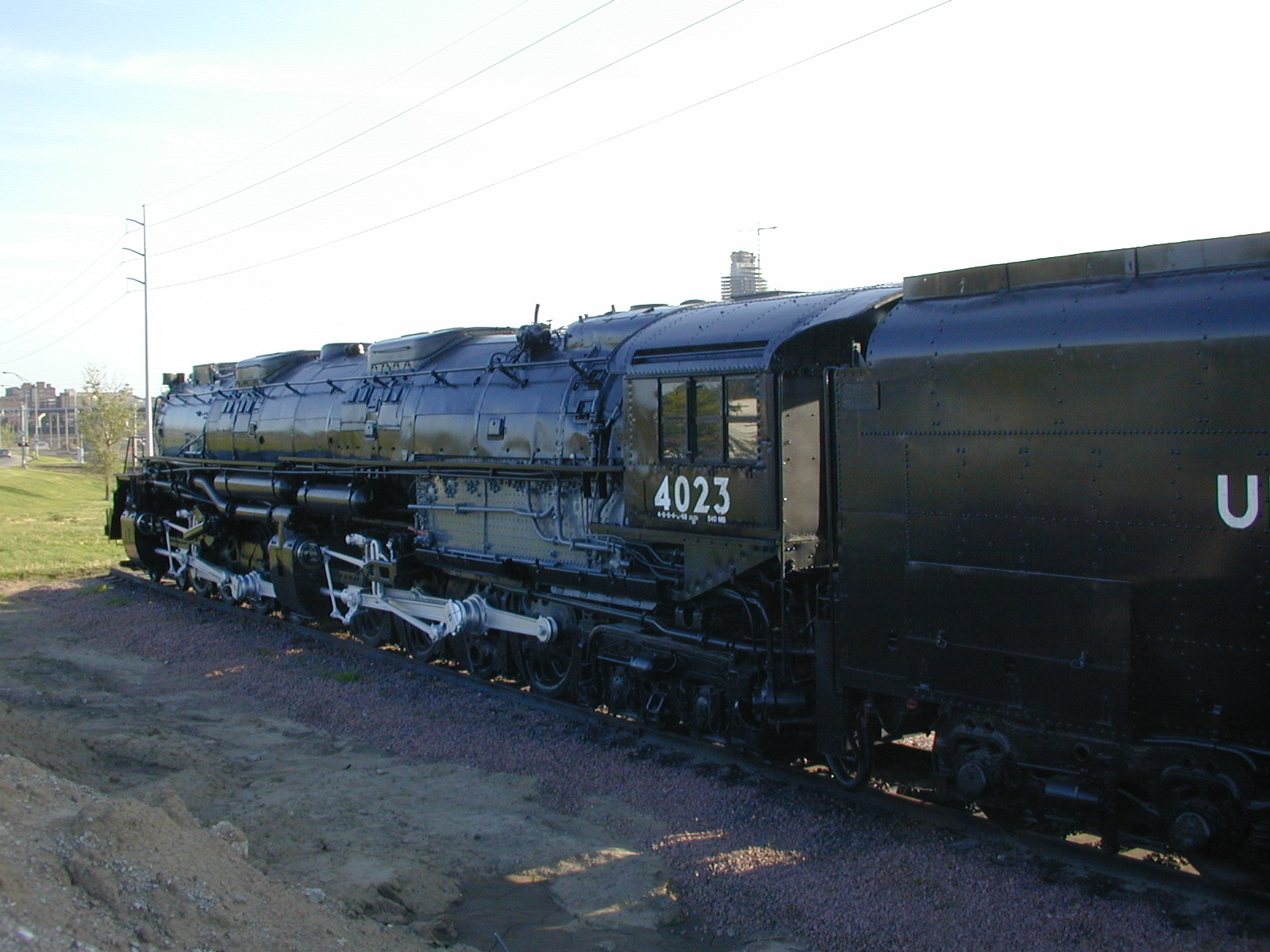
Una gigantesca Big Boy, fra le più grandi locomotive a vapore mai costruite, usava il sistema Mallet adattato però alla singola espansione.

La locomotiva Mallet è un tipo di locomotiva a vapore articolata. Fu inventata dall'ingegnere svizzero Jules T. Anatole Mallet (23 maggio 1837 - 10 ottobre 1919), lo stesso che per primo adattò la doppia espansione alle locomotive a vapore.
Le Mallet erano locomotive a quattro cilindri, quelli posteriori solidali con la caldaia, quelli anteriori poggianti su un treno motore articolato rispetto al telaio della macchina. In tal modo si migliorava l'inscrivibilità in curva di tali locomotive a vapore, potendo avere un gran numero di assi motori senza che fossero tutti rigidi.
Nel disegno originale, le Mallet erano a doppia espansione: i cilindri posteriori erano ad alta pressione, quelli anteriori a bassa. Con l'abbandono di tale sistema, grazie al miglioramento del rendimento termodinamico delle caldaie, tutte le Mallet divennero a singola espansione.

## Storia
L'ingegner Mallet, che già nel 1874 aveva brevettato il motore a doppia espansione, nel 1884 riuscì a sviluppare l'idea che i cilindri ad alta pressione e quelli a bassa pressione potevano muovere due gruppi diversi di treni motore. Così nel giugno del 1884 depositò il brevetto, e cinque anni dopo vide la luce la prima locomotiva, costruita dalla ditta belga La Métallurgique di Tubize. Si trattava di una piccola locotender rodiggio 0-2-0 + 0-2-0 (UIC B'B, Whyte 0-4-4-0), che fu esposta all'Esposizione Universale di Parigi del 1889. L'anno dopo la Maffei di Monaco costruì la prima locotender tipo Mallet per la compagnia svizzera Gotthardbahn. Macchina dal rodiggio 0-3-0 + 0-3-0 (UIC C'C, Whyte 0-6-6-0), era destinata alle linee acclive - da qui la trazione integrale - ed era capace di tirare su pendenze del 2,6% treni da 200 tonnellate a 18 km/h: prestazioni per l'epoca realmente impressionanti.
Le potenzialità della formula Mallet non passarono inosservate e, nel giro di dieci anni, si diffusero in tutto il mondo. Nel 1900 erano già 400 le macchine costruite. Il successo più grande avvenne comunque nel 1904: la ALCO consegnò alla Baltimore & Ohio Railroad la prima Mallet, rodiggio 0-3-0 + 0-3-0 (Whyte 0-6-6-0). Macchina per l'epoca gigantesca, fu usata sui monti Allegheny al traino dei pesanti treni carichi di carbone. Mise in luce potenza e robustezza, ma anche una certa instabilità, dovuta alla mancanza del carrello anteriore che guidasse la macchina sui tortuosi percorsi di montagna. Fu, quindi, usata con profitto come macchina di spinta sul valico di Sand Patch in Pennsylvania.
Dopo questa prima, le Mallet ebbero una vera esplosione negli Stati Uniti e molte furono le grandi compagnie ferroviarie che le acquistarono per i servizi impegnativi. La loro storia merita un accenno a parte.
Con l'abbandono della doppia espansione, e con lo sviluppo del sistema Garratt, lentamente l'interesse per le Mallet scemò. Macchine comunque più complesse di quelle convenzionali, in Europa trovavano difficilmente campo d'impiego a causa delle limitate masse dei treni, mentre negli altri continenti, dove l'armamento delle linee era più precario, le Garratt risultavano superiori alle Mallet. Di fatto, al di fuori degli Stati Uniti, le Mallet già negli anni venti avevano cessato di essere costruite, fatto salvo prototipi sporadici o macchine per impieghi particolari.
Con il progredire poi dell'elettrificazione, o della "dieselizzazione", i treni più pesanti, cioè quelli che sarebbero toccati alle Mallet, finirono al traino dei nuovi mezzi di trazione, facendo cessare la ragion d'essere di queste potenti locomotive.

## Le Mallet in Italia

Locomotiva Henschel & Sohn della Val di Fiemme, successivamente immatricolata dalle FS come Gr. R.600

Non sono molte le locomotive di tipo Mallet che hanno prestato servizio sui binari italiani. Furono usate prevalentemente su ferrovie di montagna, spesso per ovviare alla necessità di usare doppia trazione necessaria con locomotive convenzionali.
Le più possenti furono le eleganti Henschel & Sohn, potenza 600 CV, peso totale 53 tonnellate, velocità massima 40 km/h, rodiggio (1'C)Ct, che erano usate nel periodo austro-ungarico nella Ferrovia della Val di Fiemme a scartamento ridotto (760 mm).
In seguito all'annessione del Trentino-Alto Adige all'Italia, le motrici furono prese in carico dalle FS ed immatricolate nel gruppo R.600. Dopo il 1929, a seguito del cambio di scartamento, 2 delle 10 Mallet furono adattate allo scartamento metrico e le restanti furono cedute alle Ferrovie Meridionali Sarde. Una undicesima articolata con rodiggio B'B' era una Mallet Orenstein & Koppel. Aveva numero HB4505 e fu successivamente immatricolata nel gruppo FS R.450.
Nella vicina Ferrovia della Val Gardena inizialmente il materiale rotabile era molto eterogeneo, e comprendeva almeno una Mallet Orenstein & Koppel con rodiggio B'Bt simile a quella in esercizio in Val di Fiemme. Al momento della presa in carico della ferrovia da parte delle FS però non risultavano più presenti motrici di tipo Mallet.
La Ferrovia Montepulciano-Fontago, in esercizio solamente dal 1916 al 1927, era dotata di due locomotive Henschel B'Bt che nel 1925 furono cedute alla Ferrovia delle Dolomiti ed immatricolate come M31 e M32. Sul percorso che si snoda tra Calalzo e Dobbiaco però le due locomotive si rivelarono troppo ingombranti e pesanti sia in rapporto all'armamento ridotto che per il tracciato tutto curve, e vennero quindi adoperate quasi esclusivamente per il traino dei carri merce e come spazzaneve, anche perché dopo soli 4 anni la linea fu elettrificata.
Varie locomotive di tipo Mallet che furono in uso in Italia erano prodotte dalla Borsig di Berlino. Avevano tutte rodiggio B'B't. Undici di queste appartennero al parco della Società Nazionale Ferrovie e Tramvie (SNFT). Furono distinte in due serie: il gruppo 50, formato da sette locomotive, operò dal 1909 al 1958 prevalentemente per il trasporto di merci, il gruppo 20, invece, fu composto da quattro locomotive che entrarono in servizio nel 1911 e furono accantonate tra il 1961 e il 1963.
La Società Anonima delle Ferrovie e Tramvie Padane impiegò due motrici Borsig sulla Ferrovia Ferrara-Codigoro, ed altre due sulla Ostellato-Porto Garibaldi.
Tre motrici Borsig, acquistate nel 1909 ed immatricolate da 30 a 32, appartennero al parco macchine della Ferrovia Appennino Centrale.

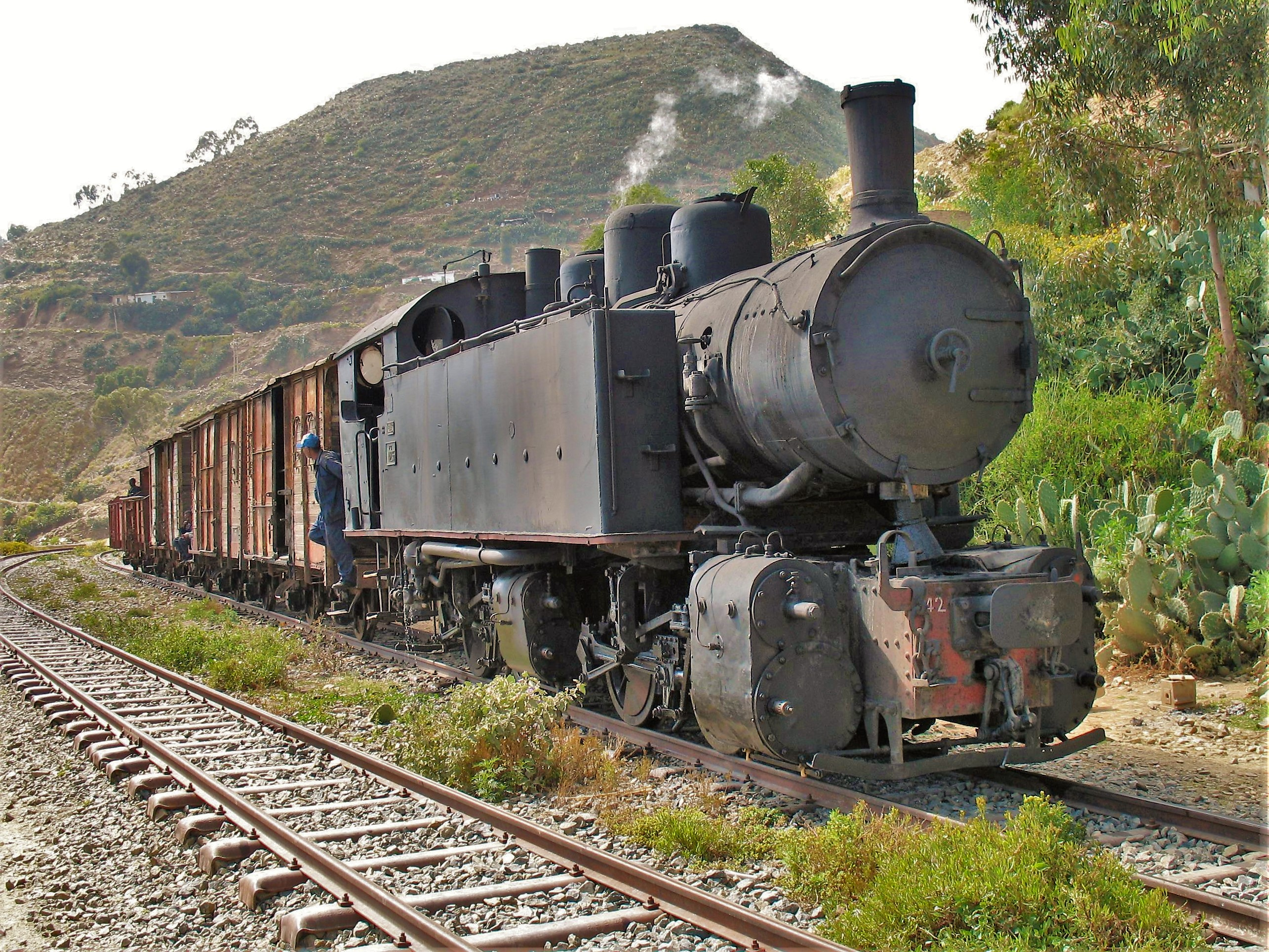
Locomotiva R.442 di costruzione Ansaldo

Cinque Borsig furono in uso presso la Porto San Giorgio-Amandola fin dall'inaugurazione della ferrovia, avvenuta nel 1908. Erano di tipo B'Bn4vt, ed ebbero numerazione 1, 2, 7. 9 e 10.
Nel 1949 due motrici furono trasferite in Sardegna e vennero impiegate sulla Ferrovia Monteponi-Portovesme assieme ad una delle Henschel & Sohn provenienti dalla Val di Fiemme.
In Sardegna vi erano altre Mallet: quelle che la Società italiana per le Strade Ferrate Secondarie della Sardegna (SFSS) aveva acquistato nel 1910. Si trattava di due Schwartzkopf (Rodiggio B'B') con potenza di 184 kW, che vennero immatricolate con i numeri 200 e 201.
Le uniche Mallet di costruzione italiana furono prodotte dalla Ansaldo e dalle Officine Meccaniche Reggiane. Erano motrici a scartamento ridotto 950 mm e con rodiggio B'B't e furono usate dapprima nei treni-cantiere per la costruzione della Direttissima, poi assegnate all'esercizio di treni viaggiatori e merci in Sicilia sulla Ferrovia Palermo-Corleone-San Carlo e per un certo tempo sulla Ferrovia Castelvetrano-Porto Empedocle. Le locomotive furono immatricolate nel gruppo R.440 delle Ferrovie dello Stato, ed assieme ai citato gruppi R.450 e R.600 furono le uniche Mallet del parco FS (tutte a scartamento ridotto). Furono infine trasferite alle Ferrovie eritree nel periodo dell'occupazione coloniale, dove sono tuttora in esercizio.

## Le Mallet negli Stati Uniti

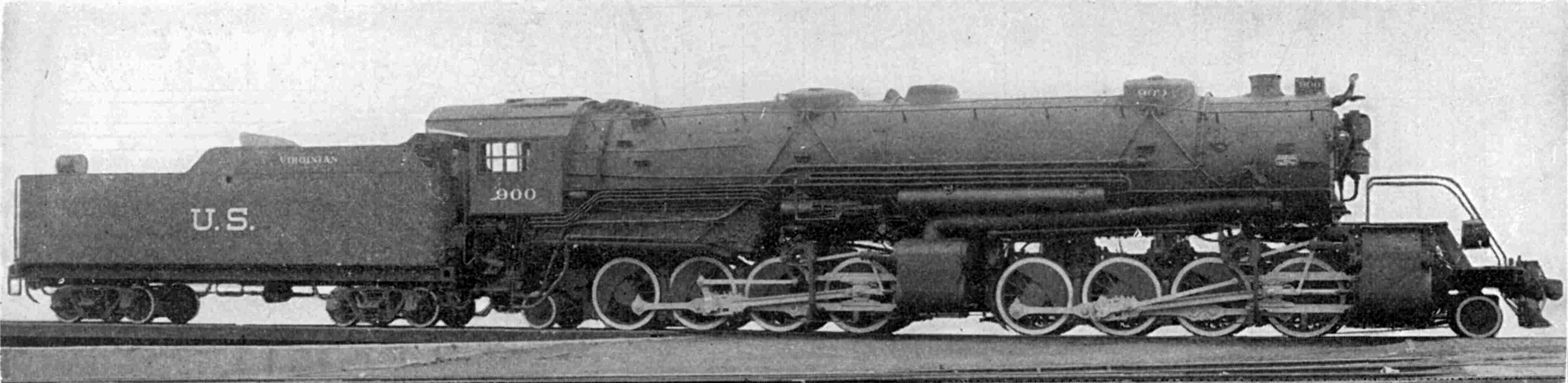
Mallet con rodiggio 2-8-8-2 della United States Railroad Administration. Tale macchina fece da prototipo per moltissime Mallet a singola e doppia espansione degli anni venti.

### Il successo iniziale
Negli anni immediatamente successivi alla prima Mallet che la ALCO consegnò alla Baltimore & Ohio Railroad, negli Stati Uniti si assistette ad una vera esplosione di tale tipo di locomotiva. Specie sulle linee acclive di montagna, queste macchine diedero subito prova di robustezza e affidabilità. Le prime locomotive ebbero tutte rodiggio 130 + 031 (UIC (1'C)C1', Whyte 2-6-6-2), di fatto una variante delle prime macchine della B&O con assi portanti per guidare i carri motori nelle strette curve delle ferrovie da valico. Nel giro di pochi anni i tre grandi costruttori ferroviari ALCO, Lima e Baldwin consegnarono più di cinquecento esemplari.
Va fatto notare che tutte le mallet nordamericane furono a "ruote alte", con i diametri delle ruote motrici quasi sempre al di sopra dei 1500 mm per le macchine iniziali, e oltre i 1700 mm per le locomotive degli anni quaranta.
L'evoluzione successiva nel disegno fu l'aggiunta di un quarto asse accoppiato ai due carri motori, ovvero il rodiggio 140 + 041 (UIC (1'D)D1', Whyte 2-8-8-2), che divenne il più diffuso in assoluto. La sola Norfolk & Western ne ebbe 227, costruite fino all'inizio degli anni cinquanta, sia in versione a doppia che a semplice espansione. Stranamente, un rodiggio così diffuso non ebbe alcun nomignolo ufficiale, anche se ne furono usati diversi (come "Chesapeake") senza peraltro che si imponessero. Tali macchine trovarono ampio impiego sulle linee di montagna, e in particolar modo, negli anni della prima guerra mondiale, si imposero al traino dei treni carichi di carbone estratto dalle miniere nella catena dei monti Allegheny.
Una versione esasperata della formula mallet fu messo in servizio sia dalla Virginian Railroad che dalla Erie Railroad, con le gigantesche Triplex, macchine con ben tre treni motori, quello centrale azionato dai cilindri ad alta pressione, quelli esterni mossi dai cilindri a bassa pressione. La complessità di tale macchina e l'insufficiente vaporizzazione della caldaia decretarono l'insuccesso di tali locomotive.

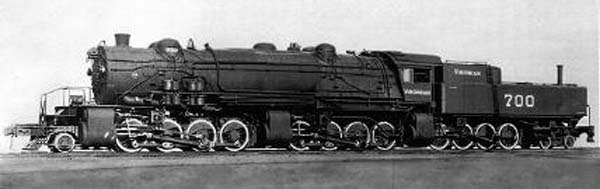
Un curioso esperimento degli anni venti fu la Triplex delle Virginian Railroad, una Mallet con ben tre treni motori, quello centrale ad alta pressione, quelli esterni a bassa pressione.

### La crisi degli anni venti
Verso la metà degli anni venti, con l'affermarsi del concetto di superpower, proposto dalla Lima, ovvero l'uso di grandi focolari posti su ampi carrelli portanti per produrre grandi quantità di vapore – e quindi grandi potenze -, le macchine articolate, con le loro caldaie poco vaporiere, subirono un primo arresto nella loro diffusione. Una seconda innovazione, l'affermarsi del vapore surriscaldato e della semplice espansione, minò alla base la concezione stessa delle locomotive tipo mallet, basate sulla doppia espansione. La semplice espansione con vapore surriscaldato permetteva di muovere un gran numero di assi accoppiati senza dover ricorrere a due carri motori, di cui uno mobile e di conseguenza l'uso di condotte per il vapore snodabili, e inoltre si evitavano i perniciosi fenomeni di condensa all'interno dei cilindri di bassa pressione. Gli anni venti videro quindi le mallet soppiantate da macchine rodiggio 151 (UIC 1'E1, Whyte 2-10-2, ‘'Santa Fe'’), che divennero le locomotive merci standard delle compagnie ferroviarie nordamericane, e le più poderose 152 ‘'Texas'’ (UIC 1E2, Whyte 2-10-4). Proprio sui monti Allegheny la compagnia Chesapeake and Ohio Railway si accorse che le nuove macchine rodiggio ‘'Texas'’ potevano non solo fare lo stesso lavoro delle mallet rodiggio 140+041, nonostante i tre assi motori in meno, ma anche svolgerlo più velocemente, grazie alla maggior potenza generata dall'ampio focolare posato sui due assi folli posteriori. In maniera ancora più originale, la Union Pacific Railroad introdusse nel 1926 le potenti macchine serie 9000, con ben sei assi accoppiati mossi da tre cilindri a semplice espansione, rodiggio 261 (UIC 2F1, Whyte 4-12-2), che andarono a soppiantare tutte le mallet della compagnia sulle linee acclivi delle Sherman Hills. Solo la Southern Pacific rimase fedele alla formula mallet, che risultava vincente sulle strette curve del Donner Pass attraverso le Montagne Rocciose. Proprio quest'ultima compagnia apportò una curiosa soluzione, ovvero disporre la cabina di guida davanti al focolore invece che in posizione classica. Tali macchine, soprannominate '’Cab Forward'’, ebbero rodiggio sia 140+041 che 240+041, e rispondevano all'esigenza dei macchinisti di migliorare la visibilità ed eliminare i fumi di scarico in cabina di guida, dovuti alle lunghe gallerie paravalanghe che caratterizzavano le linee sulle Montagne Rocciose. Invece, lungo le linee che percorrevano il Nuovo Messico, la Southern Pacific utilizzò mallet in configurazione classica.

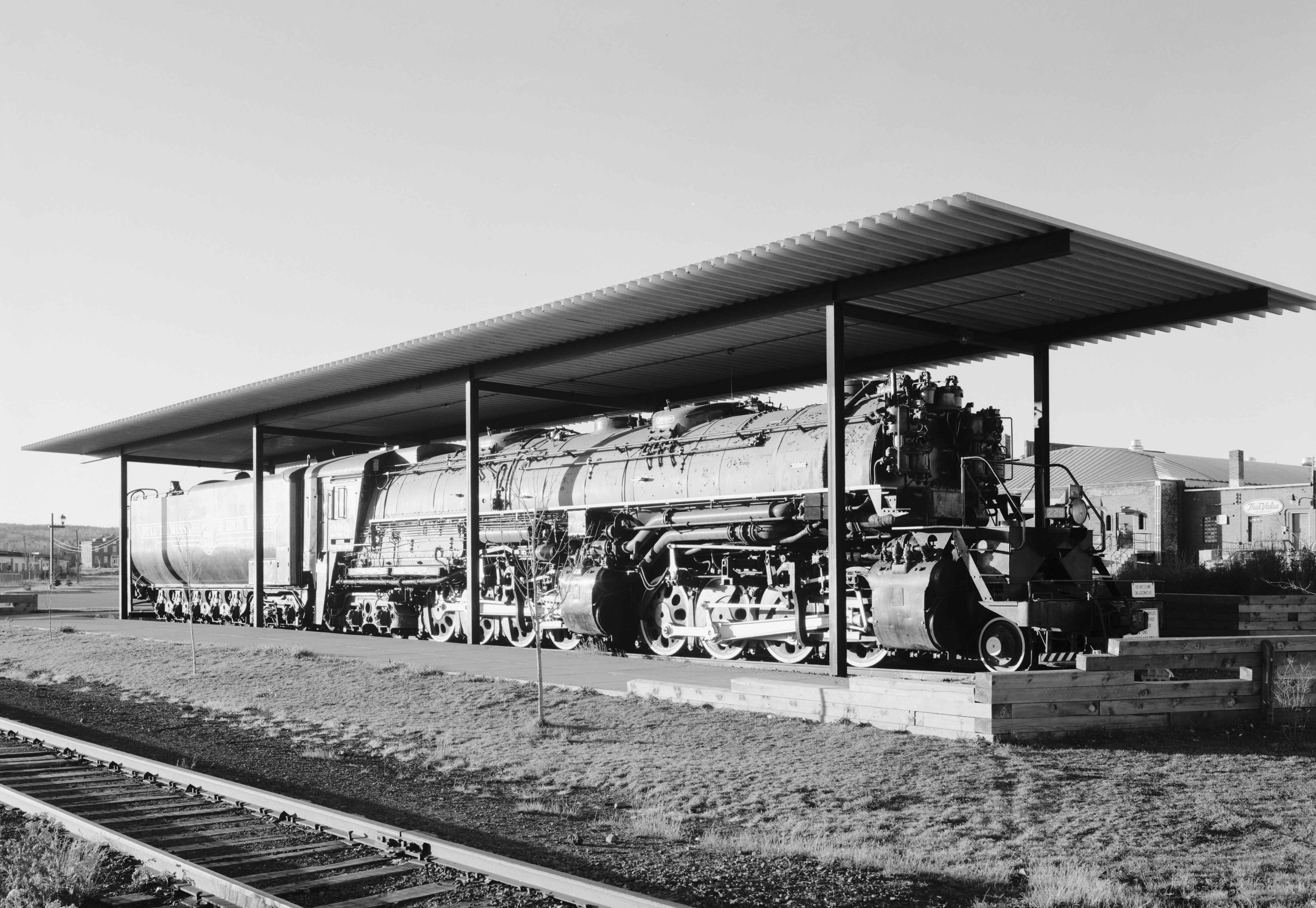
Una Mallet a singola espansione della Duluth Missabe and Iron Range con rodiggio 2-8-8-4 Yellowstone.

### I giganti degli anni trenta e quaranta
La ripresa delle costruzioni delle Mallet avvenne negli anni trenta, con l'affermarsi di nuove esigenze di potenza, non più soddisfabili con macchine a cinque assi quali le ‘'Texas'’. Soprattutto le ferrovie che operavano nelle zone minerarie degli Allegheny e dell'Iron Range, sentirono l'esigenza di aumentare la forza di trazione: non potendo eccedere oltre i cinque assi accoppiati con ruote alte, si dovette tornare alla formula mallet, rivista però con semplice espansione e surriscaldamento. Per aumentare la superficie della griglia, il focolare sopravanzava gli ultimi assi accoppiati. Tali macchine furono delle 230 + 032 (UIC 2C'C2, Whyte 4-6-6-4) per la Union Pacific, che le ribattezzò ‘'Challenger'’, e delle 140 + 042 (UIC 1D'D2, Whyte 2-8-8-4), per le compagnie ferroviarie settentrionali, quali la Great Northern e la Duluth, Missabe and Iron Range, che furono battezzate ‘'Yellowstone'’. Con questo rodiggio durante la seconda guerra mondiale furono costruite le dieci ottime locomotive classe EM-2 per la ‘'Baltimore & Ohio'’, fra le ultime è più efficienti mallet a singola espansione del nordamerica. Sul finire degli anni trenta, più curiosa la nascita delle sessanta potentissime macchine rodiggio 130 + 033 (UIC 1D'D3, Whyte 2-6-6-6) della Chesapeake and Ohio Railway. La compagnia, rimasta impressionata dalle macchine rodiggio 152 ‘'Texas'’, ne voleva un'evoluzione a sei assi accoppiati. Per poter muovere però sei assi motori, serviva un focolare più grande, e quindi più pesante, ed ecco quindi la necessità di tre assi folli. Per via delle ruote motrici di oltre 1700 mm di diametro si dovette ricorre a scomporre in due carri gli assi motori, creando il rodiggio 130 + 033, ribattezzato ‘'Allegheny'’, dal nome della catena montuosa dove operavano. Tali locomotive, adottate poi anche dalla Virginian Railway, sono state le più potenti macchine a vapore in assoluto. Ultima evoluzione del concetto di macchina articolata furono le famose ‘'Big Boy'’ della Union Pacific, rodiggio 240 + 042 (UIC 2D'D2, Whyte 4-8-8-4). Costruite in 25 esemplari in piena guerra, sono forse la locomotiva simbolo delle ferrovie statunitensi. Pur avendo una potenza leggermente inferiore delle ‘'Allegheny'’, avevano una forza di trazione superiore grazie agli otto assi motori e ad un peso superiore.
Con l'affermarsi delle macchine diesel, di facile manutenzione e accoppiabili in comando multiplo, le mallet iniziarono ad essere ritirate dal servizio, non potendo essere relegate a compiti secondari a causa delle loro dimensioni ed oneri manutentivi. Solo la Norfolk & Western mantenne in servizio le sue potenti macchine rodiggio 140 + 041, sia a semplice che a doppia espansione. Proprio in questa compagnia prestarono servizio le ultime mallet nordamericane, ritirate nel 1956.

## Considerazioni
Le Mallet sono diventate un po' il simbolo delle locomotive a vapore nordamericane, sintetizzate poi nell'immagine della possente Big Boy. È da notare fra l'altro che l'altra tipologia di macchina a vapore articolata, la Garratt, non si diffuse mai negli Stati Uniti. Tutto ciò merita una breve analisi.
Le grandi distanze delle ferrovie nordamericane richiesero subito potenti mezzi di trazione, robusti ed affidabili, per trainare una grande quantità di merci in pochi convogli. Inoltre, specie sulle montagne rocciose, molti valichi sono posti al di sopra dei 2000 metri di quota, raggiungibili solo attraverso lunghe e costanti salite, abbondanti di curve, per evitare di ricorrere a costosi ponti e gallerie, e dall'armamento precario. La Mallet quindi offrì subito una soluzione a tutti questi problemi: i due carri motori permettevano la facile iscrizione in curva della macchina, mentre i numerosi assi accoppiati fornivano abbondante forza di trazione – ma mai sufficiente, tanto che anche le mallet talvolta trainavano in doppia e tripla trazione, quando non quadrupla, i pesanti convogli sul Donner Pass e sui valichi del Montana e dello Utah. L'affermarsi del surriscaldamento ne mise in luce i limiti, ovvero la complessità di realizzazione, e il rischio di condensa nei cilindri a bassa pressione.
Solo la grande fame di potenza motrice delle compagnie ferroviarie statunitensi le salvò dall'oblio al quale invece andarono incontro in Europa e negli altri continenti. Proprio nei paesi extraeuropei ad affermarsi sulle linee acclive ed accidentate fu la formula Garratt più efficiente sotto tutti i punti di vista dell'idea dell'ingegner Mallet. Tuttavia la necessità di avere sempre lo stesso peso aderente in salita, nonché la minor velocità d'esercizio delle linee nordamericane (raramente i treni merci superavano i 60 km/h), fece sì che le macchine articolate con formula Mallet perdurassero, dando origine infine a macchine dalle potenze ineguagliabili da locomotive con singolo carro motore. Il ricorso al surriscaldamento permise di eliminare uno degli svantaggi della formula mallet, mentre le grandi potenze di queste macchine sopperivano alla loro complessità, grazie al fatto che il più delle volte la loro presenza evitava il ricorso alla economicamente onerosa doppia trazione.
Se quindi la formula di locomotiva articolata a doppia espansione ideata dall'ingegnere svizzero Anatole Mallet fu inferiore concettualmente a quella dell'ingegnere inglese Garratt – che comunque concepì la sua macchina oltre trent'anni dopo – va detto che al suo apparire fu la macchina giusta per le linee di montagna, e poi, con l'evolversi della tecnica termodinamica e l'adozione del surriscaldamento e della semplice espansione, anche la macchina ideale per le ferrovie statunitensi. Meritato quindi il posto d'onore che le Mallet hanno raggiunto in Nord America e nell'immaginario della gente.